# Jelena Mrosowskaja

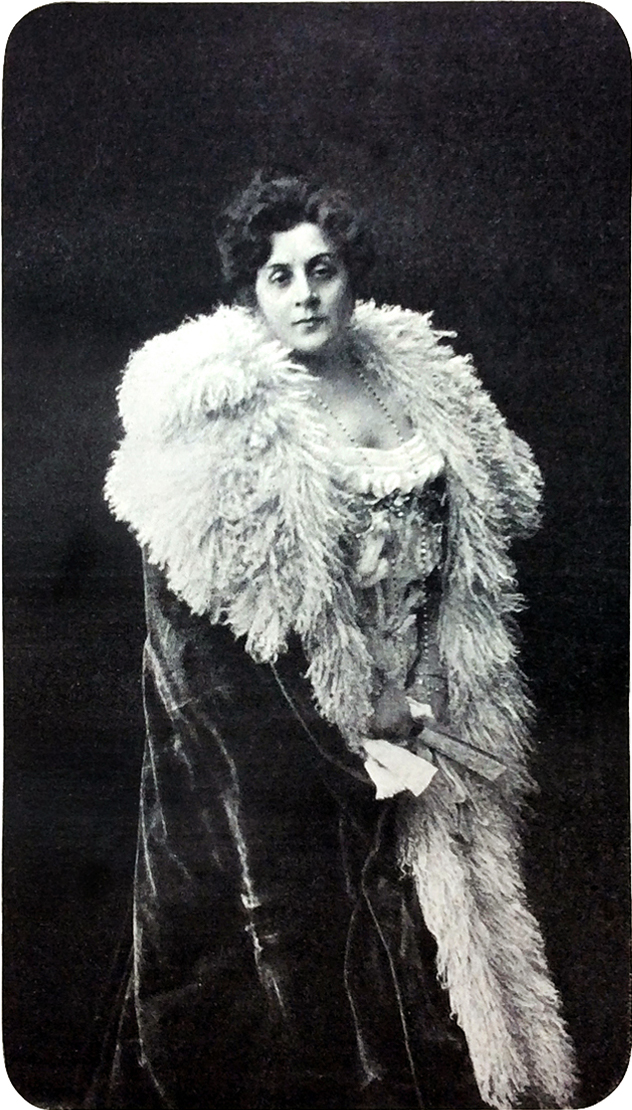
Jelena Lukinitschna Mrosowskaja

Jelena Lukinitschna Mrosowskaja oder Hélène de Mrosovsky, geboren als Jelena Knjaschewitsch (russisch Елена Лукинична Мрозовская, russisch Елена Княжевич; † 1941 in Kuokkala, Sowjetunion) war eine russische Fotografin montenegrinischer Herkunft. Sie war die erste professionelle russische Fotografin im Russischen Kaiserreich und in der Sowjetunion.

## Leben und berufliche Karriere
Jelena Mrosowskaja, über deren Eltern nichts Näheres bekannt ist, war vor ihrer Karriere als Berufsfotografin Lehrerin. Ihrem großen Interesse an der Fotografie folgend absolvierte sie ab 1892 Fotografie-Kurse der Russischen Technischen Gesellschaft (Русское техническое общество) und vervollständigte ihre Ausbildung anschließend bei dem bekannten französischen Fotografen Nadar in Paris. Zurückgekehrt nach Sankt Petersburg, eröffnete sie dort 1894 ein eigenes Fotostudio am Newski Prospekt Nummer 20 in der Nähe der „Polizeibrücke“ (Полицейский мост). Auch unter dem Namen „Hélène de Mrosovsky“ war sie als erste professionelle Fotografin Russlands sehr erfolgreich.
Mrosowskaja fertigte Porträtfotografien zahlreicher Künstler, Schriftsteller und Schauspieler ihrer Zeit, darunter der Komponist Nikolai Rimski-Korsakow, die Primaballerina und Prinzessin Matilda Kschessinskaja und die Schauspielerin Wera Komissarschewskaja. Ihre Fotografien der Innenräume des Sankt Petersburger Konservatoriums, die ab 1896 entstanden, zählen zu dessen ältesten Aufnahmen. Im Jahr 1897 wurde sie zur offiziellen Fotografin der Institution ernannt. Auf der Stockholmer Ausstellung 1897 gewann Mrosowskaja eine Bronzemedaille und bei der Weltausstellung Paris 1900 eine Silbermedaille. Im Februar 1903 war sie als Fotografin beauftragt, beim letzten großen Kostümball im Winterpalast des russischen Zaren die Mitglieder der Zarenfamilie und hochrangige Persönlichkeiten in ihren Kostümen zu fotografieren. Im Jahr 1905 nahm sie an der Internationalen Weltausstellung in Lüttich teil. Als sie am 28. Dezember 1909 mit Freunden, Künstlern und Stammkunden das 15-jährige Jubiläum ihres Fotostudios feierte, war sie immer noch die einzige professionelle Fotografin ihres Landes. Sergei Prokudin-Gorski berichtete über ihr Firmenjubiläum in zwei Ausgaben der Zeitschrift „Фотограф любитель“, dem gemeinsamen Vereinsorgan mehrerer russischer Fotografischer Gesellschaften.
In den 1920er Jahren lebte Mrosowskaja in Serowo, einem Stadtteil von Sankt Petersburg, wo sie ein Haus besaß. Sie starb 1941 in Kuokkala, einem Vorort von Sankt Petersburg, der lange zum finnischen Teil des Russischen Reiches gehört hatte.

## Werke in Ausstellungen und Sammlungen

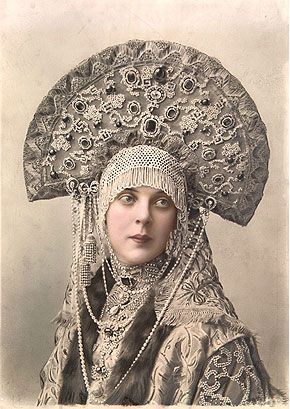
Prinzessin Olga Orlowa mit traditionellem Kopfschmuck (1903)

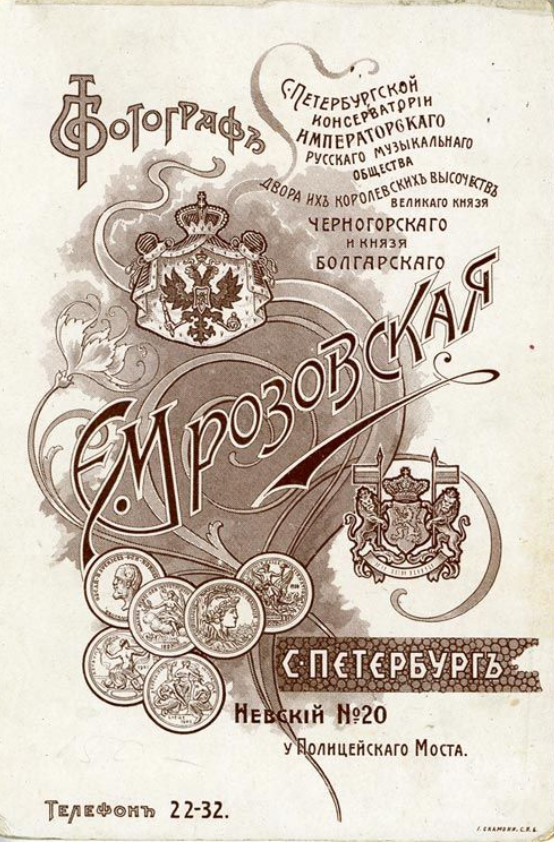
Firmenkarte des Fotostudios

Eines ihrer Fotos, eine mit Wasserfarben von Hand nachcolorierte Aufnahme der Prinzessin Olga Orlowa, die sie 1903 beim Kostümball im Winterpalast des Zaren mit dem traditionellen Kopfschmuck Kokoschnik  fotografierte, befindet sich in der Sammlung der Eremitage (Sankt Petersburg). Dieses Foto wurde im Jahr 2003 als Teil einer Wanderausstellung anlässlich der 300-Jahr-Feier Sankt Petersburgs in den Eremitage-Räumen des Somerset House in London gezeigt.
Ein anderes ihrer getönten Fotos mit dem Titel „Портрет девочки“ (Porträt eines Mädchens) aus dem Jahr 1909 ist Bestandteil der Sammlung des Moskauer Hauses der Fotografie und wurde 2013 in Amsterdam als Teil einer vom russischen Kultusministerium organisierten Ausstellung gezeigt.
Viele von Mrosowskajas Fotos sind in der Sammlung des Sankt Petersburger Konservatoriums enthalten und einige weitere in der Sammlung des Russischen Staatsarchivs für Literatur und Kunst (Государственный архив литературы и искусства (РГАЛИ)) in Moskau.

## Auszeichnungen
- Bronzemedaille bei der Stockholmer Ausstellung 1897
- Silbermedaille bei der Weltausstellung Paris 1900